# Aukščiausioji lyga 1970
L'edizione 1970 dell'Aukščiausioji lyga fu la ventiseiesima come campionato della Repubblica Socialista Sovietica Lituana; il campionato fu vinto dall'Atletas Kaunas, giunto al suo 2º titolo.

## Formula
Il numero di squadre tornò a 17: con il ritiro della formazione riserve dello Zalgiris e con la retrocessione di Elnias Šiauliai e Žalgiris Naujoji Vilnia, furono infatti solo due le neopromosse: Dainava Alytus ed Elfa Vilnius.
Le 17 formazioni si incontrarono in gironi di andata e ritorno, per un totale di 32 incontri per squadra. Le squadre classificate agli ultimi tre posti retrocessero.

## Classifica finale
|                        | Pos. | Squadra                | Pt | G  | V  | N  | P  | GF | GS | DR  |
| ---------------------- | ---- | ---------------------- | -- | -- | -- | -- | -- | -- | -- | --- |
| RSS Lituana (bandiera) | 1.   | Atletas Kaunas         | 50 | 32 | 22 | 6  | 4  | 60 | 16 | +44 |
|                        | 2.   | Politechnika Kaunas    | 44 | 32 | 19 | 6  | 7  | 45 | 28 | +17 |
|                        | 3.   | Nevėžis                | 41 | 32 | 16 | 9  | 7  | 50 | 26 | +24 |
|                        | 4.   | Inkaras Kaunas         | 41 | 32 | 16 | 9  | 7  | 36 | 18 | +18 |
|                        | 5.   | Statybininkas Šiauliai | 39 | 32 | 13 | 13 | 6  | 42 | 25 | +17 |
|                        | 6.   | Dainava Alytus         | 38 | 32 | 15 | 8  | 9  | 37 | 30 | +7  |
|                        | 7.   | Vienybė Ukmergė        | 36 | 32 | 14 | 8  | 10 | 44 | 35 | +9  |
|                        | 8.   | Granitas Klaipėda 2    | 33 | 32 | 11 | 11 | 10 | 42 | 29 | +13 |
|                        | 9.   | Minija Kretinga        | 32 | 32 | 12 | 8  | 12 | 50 | 35 | +15 |
|                        | 10.  | Statyba Panevėžys      | 32 | 32 | 12 | 8  | 12 | 27 | 29 | -2  |
|                        | 11.  | Ekranas                | 29 | 32 | 11 | 7  | 14 | 29 | 37 | -8  |
|                        | 12.  | Banga Kaunas           | 28 | 32 | 7  | 14 | 11 | 31 | 30 | +1  |
|                        | 13.  | Lima Kaunas            | 28 | 32 | 11 | 6  | 15 | 38 | 45 | -7  |
|                        | 14.  | Pažanga Vilnius        | 26 | 32 | 9  | 8  | 15 | 19 | 42 | -23 |
|                        | 15.  | Tauras                 | 22 | 32 | 8  | 6  | 18 | 40 | 66 | -26 |
|                        | 16.  | Elfa Vilnius           | 18 | 32 | 6  | 6  | 20 | 22 | 58 | -36 |
|                        | 17.  | Sūduva                 | 7  | 32 | 2  | 3  | 27 | 14 | 77 | -63 |